# Риорита
«Риорита» — российский художественный фильм-драма Петра Тодоровского о Великой Отечественной войне. Последняя картина режиссёра. Премьера на телевидении состоялась 9 мая 2009 года на «Первом канале».

## Сюжет
В основу сюжета положена реальная история. Великая Отечественная война. Начало 1945 года. Отец и три сына из крестьянской семьи Пичуговых призваны в Красную армию после освобождения Белоруссии. Однако здесь они сталкиваются с ефрейтором Бархатовым, бывшим надзирателем лагеря для политзаключённых. И попадают в хитросплетение его интриг, заканчивающееся трагически почти для всех них.

## В ролях
- Иван Криворучко — Александр Гавриилович Пичугов, отец
- Дмитрий Ульянов — Арсентий Пичугов, старший брат
- Анатолий Гущин — Сергей Пичугов, средний брат
- Яков Шамшин — Павел Пичугов, младший брат
- Константин Воробьёв — Анатолий Демьянович Бархатов, ефрейтор
- Алексей Горбунов — комбат, майор
- Виктор Рыбчинский — лейтенант Палеев
- Алеся Пуховая — Маня, санитарка
- Светлана Зеленковская — пленная немка
- Александр Молчанов — лейтенант Алиев
- Павел Южаков-Харланчук — офицер НКВД, огласивший Арсентию Пичугову смертный приговор (озвучил Пётр Иващенко)

## Съёмочная группа и производство
- Режиссёр-постановщик и сценарист: Пётр Тодоровский
- Продюсер: Мира Тодоровская
- Оператор-постановщик: Юрий Шайгарданов
- Художник-постановщик: Александр Чертович
- Композитор: Пётр Тодоровский

Производство компании «Рекун-Синема» по заказу студии «Мирабель».